# Prak Mony Udom
Prak Mony Udom (tiếng Khmer: ប្រាក់ មុន្នីឧត្តម, sinh ngày 24 tháng 8 năm 1994) là một cầu thủ bóng đá người Campuchia thi đấu ở vị trí tiền đạo cho câu lạc bộ tại Giải bóng đá vô địch quốc gia Campuchia PKR Svay Rieng FC và Đội tuyển bóng đá quốc gia Campuchia.
Anh trở thành tiền đạo Campuchia thứ 3 được giải phóng tại kỳ chuyển nhượng tháng 5 của Giải bóng đá vô địch quốc gia Malaysia năm 2018, theo bài viết Lưu trữ ngày 25 tháng 8 năm 2018 tại Wayback Machine FOX Sports Asia.

## Bàn thắng quốc tế
Tính đến trận đấu diễn ra ngày 20 tháng 11 năm 2018. Tỷ số Campuchia liệt kê đầu tiên, cột tỷ số biểu thị tỷ số sau mỗi bàn thắng của Prak Mony.
| #  | Ngày                 | Địa điểm                                    | Số trận | Đối thủ           | Tỷ số | Kết quả | Giải đấu                 |
| -- | -------------------- | ------------------------------------------- | ------- | ----------------- | ----- | ------- | ------------------------ |
| 1  | 9 tháng 10 năm 2012  | Sân vận động Thuwunna, Yangon, Myanmar      | 8       | Brunei            | 1–0   | 2–3     | Vòng loại AFF Cup 2012   |
| 2  | 3 tháng 11 năm 2015  | Sân vận động Olympic, Phnôm Pênh, Campuchia | 25      | Brunei            | 1–1   | 6–1     | Giao hữu                 |
| 3  | 3 tháng 11 năm 2015  | Sân vận động Olympic, Phnôm Pênh, Campuchia | 25      | Brunei            | 3–1   | 6–1     | Giao hữu                 |
| 4  | 7 tháng 6 năm 2016   | Sân vận động Olympic, Phnôm Pênh, Campuchia | 29      | Đài Bắc Trung Hoa | 2–0   | 2–0     | Vòng loại Asian Cup 2019 |
| 5  | 15 tháng 10 năm 2016 | Sân vận động Olympic, Phnôm Pênh, Campuchia | 34      | Lào               | 1–0   | 2–1     | Vòng loại AFF Cup 2016   |
| 6  | 18 tháng 10 năm 2016 | Sân vận động Olympic, Phnôm Pênh, Campuchia | 35      | Brunei            | 1–0   | 3–0     | Vòng loại AFF Cup 2016   |
| 7  | 18 tháng 10 năm 2016 | Sân vận động Olympic, Phnôm Pênh, Campuchia | 35      | Brunei            | 3–0   | 3–0     | Vòng loại AFF Cup 2016   |
| 8  | 13 tháng 6 năm 2017  | Sân vận động Olympic, Phnôm Pênh, Campuchia | 44      | Afghanistan       | 1–0   | 1–0     | Vòng loại Asian Cup 2019 |
| 9  | 9 tháng 11 năm 2017  | Sân vận động Olympic, Phnôm Pênh, Campuchia | 46      | Myanmar           | 1–1   | 1–2     | Giao hữu                 |
| 10 | 20 tháng 11 năm 2018 | Sân vận động Olympic, Phnôm Pênh, Campuchia | 52      | Lào               | 2–0   | 3–1     | AFF Cup 2018             |
| 11 | 9 tháng 12 năm 2021  | Sân vận động Bishan, Bishan, Singapore      | 59      | Indonesia         | 2–4   | 2–4     | AFF Cup 2020             |

## Danh hiệu

### Câu lạc bộ
Svay Rieng
- Giải bóng đá vô địch quốc gia Campuchia: 2013
- Hun Sen Cup: 2011, 2012, 2015, 2017

### Cá nhân
- Chiếc giày vàng Hun Sen Cup: 2015
- FFC Best Player of The Year: 2017